# Erudica

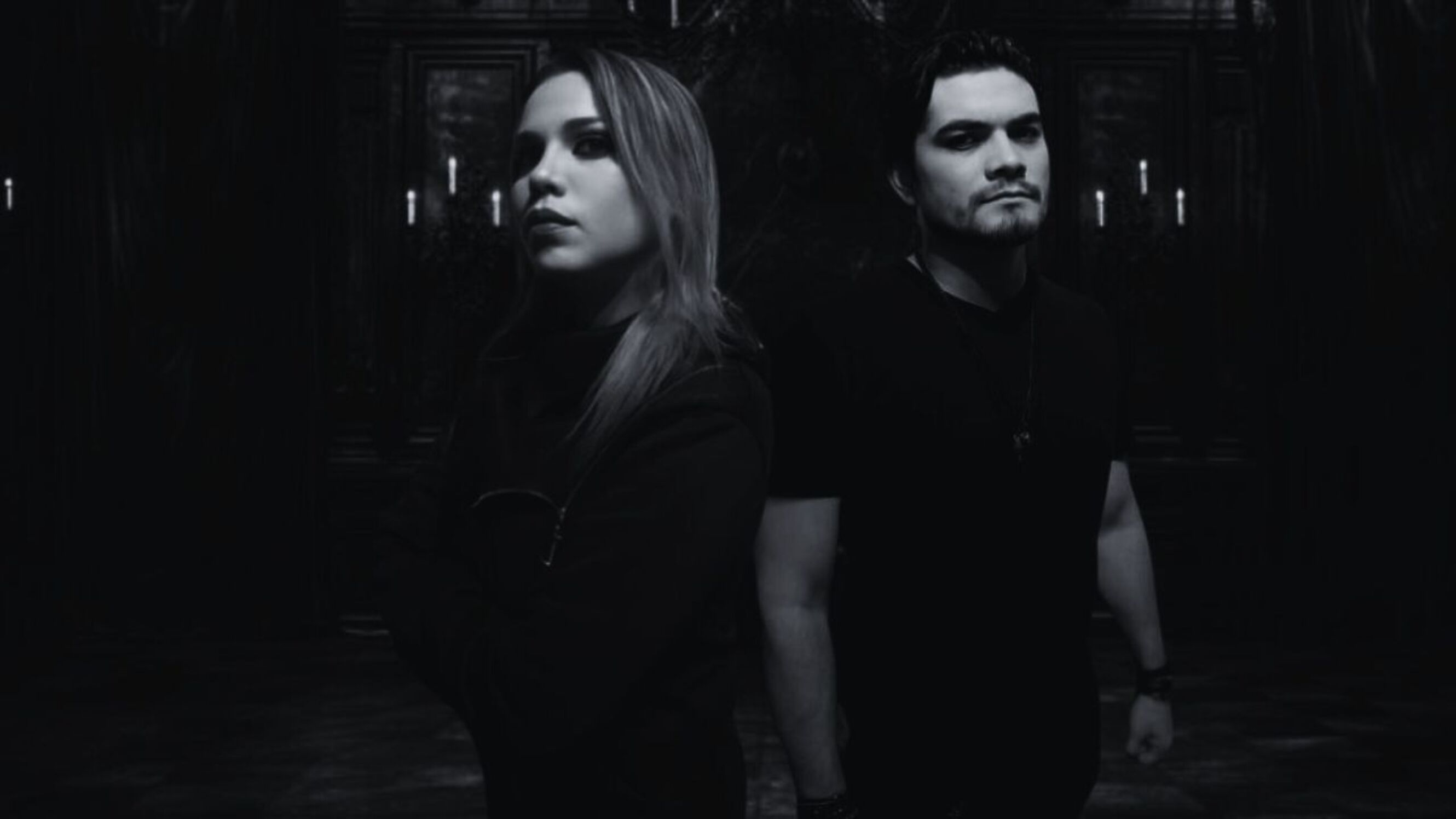
ERUDICA

Erudica é uma banda brasileira de metal formada em 2020 em Porto Velho, Rondônia. A banda mescla melodic death metal, thrash metal e elementos sinfônicos, com vocais guturais e líricos, e letras que abordam temas ambientais, sociais e filosóficos. Tornou-se uma das revelações da cena underground brasileira e vem conquistando atenção internacional.
A Erudica surgiu em 2020 em Porto Velho, Rondônia, idealizada pela vocalista Caroline Ferreira e pelo guitarrista/multi-instrumentista Patrik Correa, com a proposta de fundir técnica, melodia e uma mensagem conceitual forte . Nos primeiros anos, o duo dedicou-se a desenvolver sua identidade sonora, lançando demos e se apresentando na cena underground local, chamando atenção pela originalidade e atmosfera visceral .
Em junho de 2024, lançou o seu single de estreia “Gaia”, com videoclipe, que aborda a destruição ambiental causada pela ganância humana e a alienação imposta pelo sistema, mesclando vocais guturais e operísticos, orquestração e riffs pesados criados por Patrik. A repercução foi tão imediata que despertou o interesse do selo austríaco K.v.l.t. und Kaos Productions. A formação do duo ganhou ainda mais força com os músicos Rafael Vasconcelos (baixo) e Gabriel Flores (bateria).
Em agosto de 2024, saiu “Echoes of Desolation”, ainda mais agressivo e visceral, com guitarras brutais, bateria pulsante e menos elementos sinfônicos. Os vocais guturais expressam raiva e denúncia contra a ganância humana — “colhemos o que plantamos, a nossa total destruição” —, conforme comentaram os próprios membros da banda. A faixa foi extremamente bem recepcionada pelos fãs, e fortemente executada em rádios do gênero, como o programa pegadas de Andreas Kisser.
Em 8 de novembro de 2024 é lançado Masters of Chaos”, terceiro single da banda e traz uma fusão de melodic death metal, thrash metal e elementos sinfônicos, criando um som pesado, melódico e intenso. A letra faz uma crítica direta à ganância e à exploração desenfreada dos recursos naturais, questionando os limites éticos que a humanidade ultrapassa em busca de poder. Com riffs marcantes, solos influenciados pelo hard rock e metal progressivo, arranjos orquestrais e alternância entre vocais guturais e passagens operísticas de Caroline Ferreira, a música combina agressividade e dramaticidade, sustentada por uma base rítmica sólida de baixo e bateria. Pela primeira vez, a banda teve uma visibilidade a nível nacional, com seu videoclipe sendo exibido no programa televisivo Leitura Dinâmica Rede TV.
Ep. Masters Of Chaos

Ep. Masters of Chaos

No final de 2024, a Erudica anunciou Masters of Chaos, seu EP de estreia, com lançamento que aconteceria em em Junho de 2025, via selo internacional Kvlt und Kaos Productions, em versão digital e CD físico . O EP traz os singles “Gaia”, “Echoes of Desolation”, “Masters of Chaos” que dá nome ao trabalho, e a destruidora From the Blood We Arise, que encerra o trabalho. Explorando temas como destruição ambiental, opressão sistêmica e rebelião da natureza, num blend visceral de death, symphonic e thrash metal .
A sonoridade da Erudica se caracteriza pela fusão de melodic death metal, thrash e elementos sinfônicos, com vocais que transitam entre guturais agressivos e líricos dramáticos, e letras com forte conteúdo ambiental, social e filosófico. As principais influencias citadas foram Sepultura, Krisium, Epica, Nightwish e Arch Enemy. Apesar da carreira breve, a banda já se destaca como uma revelação na cena underground brasileira — especialmente por vir de Rondônia, fora dos centros tradicionais — e chama atenção também fora do país.
Integrantes Atuais
- Caroline Ferreira (vocais) (2020-presente)

- Patrik Correa (Guitarra) (2020-presente)

EP.
- Masters of Chaos (2025)

- Gaia (2024)

- Echoes of Desolation (2024)

- Masters of Chaos (2024)

- From the Blood We Arise (2025)

1. ↑  «ERUDICA: A fúria da Natureza em seu Primeiro single "Gaia"». Rock Notícias. Consultado em 9 de agosto de 2025
2. ↑  erigo, john (1 de setembro de 2024). «ERUDICA (Melodic Death Metal – Brazil 🇧🇷 ) – Release "Echoes Of Desolation" official video #Erudica #melodicdeathmetal #heavymetal - KICK ASS Forever» (em inglês). Consultado em 9 de agosto de 2025
3. ↑  Ruiz, Cristiano (20 de agosto de 2024). «Erudica: single "Echoes of Desolation" contra a ganância humana». Mundo Metal. Consultado em 9 de agosto de 2025
4. ↑  Hunter, Augusto (20 de setembro de 2024). «Erudica anuncia seu EP de estreia "Masters of Chaos" e coloca Rondônia no mapa do metal mundial - Headbangers Brasil». Consultado em 9 de agosto de 2025
5. ↑  RedeTV!. «Assista à íntegra do Leitura Dinâmica de 29 de novembro de 2024». RedeTV! - Leitura Dinâmica. Consultado em 9 de agosto de 2025
6. ↑  Hunter, Augusto (20 de setembro de 2024). «Erudica anuncia seu EP de estreia "Masters of Chaos" e coloca Rondônia no mapa do metal mundial - Headbangers Brasil». Consultado em 9 de agosto de 2025
7. ↑  Z, Johnny (19 de setembro de 2024). «Erudica anuncia seu EP de estreia "Masters of Chaos" e coloca Rondônia no mapa do metal mundial! (JZ PRESS)». METAL NA LATA. Consultado em 9 de agosto de 2025
8. ↑  Z, Johnny (26 de setembro de 2024). «Erudica anuncia seu EP de estreia "Masters of Chaos" e coloca Rondônia no mapa do metal mundial!». OverRocks Web Rádio. Consultado em 9 de agosto de 2025
9. ↑  Mello, Pedro (10 de novembro de 2024). «Erudica Apresenta 'Masters of Chaos': Intensidade e Reflexão no Melodic Death Metal Brasileiro para o Mundo!». riometal press. Consultado em 9 de agosto de 2025
10. ↑  «Confira clipe de "Gaia", novo single da banda Erudica». Whiplash.Net Rock e Heavy Metal. Consultado em 9 de agosto de 2025